# Normă de aplicare imediată
Normele de aplicare imediată sunt o instituție de drept internațional privat.
Acestea reprezintă o formă pariculară a metodei conflictuale. Întrucât nu există o concepție unitară definirea normelor conflictuale s-a făcut după următoarele criterii:
- Criteriul formalist. Susținătorii[1] acestui criteriu apreciază că normele de aplicare imediată au un caracter imperativ și își stabilesc unilateral domeniul de aplicare în spațiu. Ele exclud acțiunea normelor conflictuale înlăturând, în toate situațiile, aplicarea legii străine.

- Criteriul "tehnicist" - normele de aplicare imediată sunt norme teritoriale iar după o altă părere normele de aplicare imediată sunt norme de ordine publică.

- Criteriul "finalist" - consideră că normele de aplicare imediată exprimă un interes social important, aplicându-se în principal, pe teritoriul unui stat doar anumitor raporturi juridice. Ele exclud conflictele de legi, deoarece legea fondului se aplică numai în confirmitate cu propriile sale dispoziții.